# Charlie Rogers
C. N. Rogers, més conegut com a Charlie Rogers   (p. dècada del 1910 - p. segle XX) va ser un pilot de motociclisme anglès que va destacar en competicions de trial i enduro durant les dècades del 1930 i 1940, sempre com a pilot oficial de Royal Enfield. Entre altres èxits, va guanyar el British Experts Trial el 1937 i, com a membre de l'equip britànic, va obtenir la victòria al Trofeu dels Sis Dies Internacionals (ISDT) els anys 1948 i 1949. Un cop retirat de les curses, Rogers va dirigir el departament de competició de Royal Enfield, on va contribuir a la millora de les reeixides motocicletes de trial de la marca durant la dècada del 1950.

## Biografia
El 1932, Royal Enfield va llançar un nou model de motocicleta pensat tant per al dia a dia com per a competir-hi en proves de trial i enduro (denominat aleshores en anglès Reliability trials 'proves de fiabilitat'), la Bullet. Aviat, aquest model va demostrar ser molt competitiu: als ISDT de 1935, celebrats a Oberstdorf (Alemanya), l'equip de Royal Enfield va ser l'únic que conduïa motocicletes britàniques que no va obtenir ni un sol punt de penalització. La carrera esportiva de Charlie Rogers, fuster de professió, va anar lligada a l'èxit de la Bullet, amb la qual va començar a competir el 1933.
El 1937, juntament amb els altres pilots oficials de Royal Enfield George Holdsworth i Jack Booker, Rogers va contribuir a guanyar per a la marca un rècord de 37 trofeus en proves de trial i sis medalles d'or als ISDT. Un dels majors èxits d'aquell any va ser justament la victòria de Charlie Rogers a la prova de trial d'un sol dia més dura de l'època, el British Experts Trial. El 1938, Rogers va continuar enllaçant diverses victòries, entre elles una medalla d'or als ISDT de Llandrindod Wells, Gal·les.
Durant la Segona Guerra Mundial, Charlie Rogers va servir a l'exèrcit com a instructor de motociclistes. Un cop acabat el conflicte, va tornar a les competicions. El 1948 va guanyar la segona edició de l'Allan Jefferies Trial. Als ISDT d'aquell any, celebrats a San Remo, va col·laborar en la victòria britànica al Trofeu al costat de Vic Brittain, Jack Williams, Allan Jefferies i Hugh Viney. Rogers va repetir l'èxit als ISDT de 1949, celebrats un cop més a Gal·les, aquesta vegada amb C.M. Ray, Jim Alves, Fred Rist i Hugh Viney com a companys d'equip.
Un cop retirat de les competicions, Rogers va passar al departament de curses de Royal Enfield, on s'encarregà del manteniment i preparació de les Bullet de fàbrica fins que l'empresa va tancar el 1967. Durant anys, Rogers va preparar entre d'altres les Bullet de l'aleshores pilot estrella de Royal Enfield, Johnny Brittain.

## Palmarès
- 1 victòria al British Experts Trial (1937)
- 2 victòries al Trofeu dels ISDT (1948-1949)